# Once in a Blue Moon
Once in a Blue Moon är det andra albumet från den tyska rockgruppen Fool's Garden, utgivet 1993. Det var det sista albumet där sångaren Peter Freudenthaler och gitarristen Volker Hinkel båda stod för sången.

## Låtlista
1. "Awakenings"
  - Sångare: Peter Freudenthaler
2. "Man In A Cage"
  - Sångare: Volker Hinkel
3. "Scared"
  - Sångare: Volker Hinkel
4. "Careless Games"
  - Sångare: Volker Hinkel
5. "Sandy"
  - Sångare: Peter Freudenthaler
6. "One Way Out"
  - Sångare: Peter Freudenthaler & Volker Hinkel
7. "Fall For Her"
  - Sångare: Volker Hinkel
8. "Cry Baby Cry" (Lennon–McCartney)
  - Sångare: Volker Hinkel
9. "Lena"
  - Sångare: Peter Freudenthaler
10. "Tell Me Who I Am"
  - Sångare: Peter Freudenthaler
11. "The Part Of The Fool"
  - Sångare: Volker Hinkel
12. "You're Not Forgotten"
  - Sångare: Peter Freudenthaler
13. "Spirit '91"
  - Sångare: Peter Freudenthaler
14. "Once In A Blue Moon"
  - Sångare: Peter Freudenthaler

### Singlar
1. "Spirit '91 / Once in a Blue Moon" (utgiven som dubbel A-sida 1992)